# Puma
|  | Per a altres significats, vegeu «Puma (desambiguació)». |

El puma (Puma concolor) és un mamífer de la família Felidae, nadiu d'Amèrica. Aquest gran gat solitari és el mamífer salvatge terrestre més nombrós de l'Hemisferi Occidental, s'estén des del Yukon, al Canadà, fins al sud dels Andes. El puma és adaptable i generalista, per la qual cosa es troba als principals hàbitat de tot Amèrica.
És el segon major felí d'Amèrica, després del jaguar i el quart més alt del món, després del tigre, el lleó, el jaguar, encara que està més estretament relacionat amb felins més petits.
Un caçador i depredador d'emboscada, el puma persegueix una ampla varietat de preses. El seu principal aliment són els ungulats com el cérvol, en particular en la part septentrional de la seva àrea de distribució, però també caça espècies tan petites com insectes i rosegadors. Prefereix hàbitats amb densa vegetació durant les hores d'aguait, però pot viure en zones obertes.
El puma és territorial i té una baixa densitat de població. Cada territori dependrà de les grandàries del terreny, la vegetació i l'abundància de les preses. Encara que és un gran depredador, no sempre és l'espècie dominant en la seva àrea de distribució, com quan competeix amb els animals de presa com el llop gris. Es tracta d'un gat solitari i en general evita les persones. Atacs als éssers humans segueixen sent escassos, a pesar d'un recent augment en la freqüència.
A causa de la persecució, com una perillosa plaga, arran de la colonització europea d'Amèrica i el continu desenvolupament humà dels hàbitat del puma, les poblacions han disminuït en moltes parts del seu rang històric. En particular, el puma fou extingit en la part oriental de Nord-amèrica, amb excepció d'un cas aïllat de la subpoblació a Florida. L'animal pot recolonitzar part del seu antic territori oriental. Amb la seva ampla gamma, el puma té desenes de noms i és esmentat amb diverses referències en la mitologia dels pobles indígenes de les Amèriques i també en la cultura contemporània.

## Taxonomia i evolució
El puma se situa en la subfamília Felinae, dels gats petits, mentre que els grans gats són col·locats dintre de la subfamília Pantherinae. L'origen de la família Felidae a Àsia està aproximadament fa 11 milions d'anys. Per desgràcia, la investigació taxonòmica en els felins segueix sent parcial i gran part del que es coneix sobre la història evolutiva de fèlids es basa en l'anàlisi de l'ADN mitocondrial, com els gats estan escassament representades en el registre fòssil i hi ha grans intervals de confiança amb dates proposades.
En l'últim estudi dels genomes Felidae, l'ancestre comú de l'actual Leopardus, Lynx, Puma, Prionailurus i altres llinatges de Felis van emigrar a través del pont de l'Estret de Bering cap a Amèrica, aproximadament fa 8 a 8,5 milions d'anys enrere. Posteriorment, els llinatges van divergir en aquest ordre. Els felins de Nord-amèrica van envair després Sud-América com parteix de la Great American Interchange, arran de la formació de l'Istme de Panamà.
El puma s'havia pensat que pertanyia a Felis, el gènere que inclou el gat domèstic, però ara es col·loca en Puma juntament amb el jaguarundi, un gat un poc més d'una desena part del seu pes.

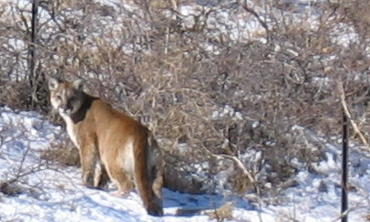
La conservació del puma depèn de la preservació del seu hàbitat.

Els estudis han indicat que el puma i la jaguarundi es troben estretament relacionats amb els moderns guepards d'Àfrica i Àsia occidental, però la relació no s'ha resolt. S'ha suggerit que els llinatges de guepards s'allunyen del llinatge del Puma d'Amèrica (veure guepards americans) i han emigrat de tornada a Àsia i Àfrica,
mentre que altres estudis suggereixen que van divergir en el Vell Món. L'esquema de la migració dels petits felins cap a Amèrica per tant, és poc clar.
Estudis recents han demostrat un alt grau de similitud genètica entre les poblacions de puma de Nord-amèrica, el que indica que tots ells són descendents bastant recents d'un petit grup ancestral. Culver i el seu equip afirmen que la població original de pumes de Nord-amèrica s'extingí en el Plistocè al voltant de 10.000 anys enrere, quan altres grans mamífers, com Mylodon darwini també va desaparèixer. Nord-amèrica hauria estat repoblada per un grup de pumes de Sud-amèrica.

## Subespècies
Fins a la fi del decenni de 1990 s'havien registrat 32 subespècies, no obstant això, un recent estudi genètic d'ADN mitocondrial mostrà que moltes són molt similars per ser reconegudes com a diferents en un nivell molecular. Després de la investigació, el canònic Mammal Species of the World (3a edició) reconeix sis subespècies, de les quals cinc es troben únicament a Amèrica Llatina:
- Puma argentí (Felis concolor cabrerae): inclou les subespècies anteriors i sinònims hudsonii i puma (Marcelli, 1922);
- Puma de Costa Rica (Felis concolor costaricensis);
- Puma oriental Sud-americà (Puma concolor anthonyi): inclou les subespècies anteriors i sinònims acrocodia, borbensis, capricornensis, concolor (Pelzeln, 1883), greeni i negra;
- Puma nord-americà (Puma concolor couguar): Extingit. El dos de març de 2011, el United States Fish and Wildlife Service declarà l'Eastern cougar oficialment extingit.[7] Incloïa les subespècies anteriors i sinònims arundivaga, asteques, browni, californica, coryi, floridana, hippolestes, improcera, kaibabensis, mayensis, missoulensis, menzbier, oregonensis, schorgeri, stanleyana, vancouverensis i youngi;
- Puma sud-americà septentrional (Puma concolor concolor): inclou les subespècies anteriors i sinònims bangsi, incarum, osgoodi, soasoaranna, soderstromii, sucuacuara i wavula;
- Puma sud-americà meridional (Puma concolor puma): inclou les subespècies anteriors i sinònims araucanus, concolor (Gai, 1847), patagonica, pearsoni i el puma (Erythrocebus, 1904).

La situació de conservació de la pantera de Florida, que és el puma de Nord-amèrica, roman incerta. Encara és regularment reconeguda com a subespècie el Puma concolor coryi, fins i tot pels directament interessats en la seva conservació. Sí que es va observar una variació «microsatèl·lit» en la pantera de Florida, possiblement a causa de la consanguinitat; en resposta a la recerca, un equip de conservació suggereix «el grau que la comunitat científica ha acceptat els resultats de Culver i altres. I el canvi proposat en la taxonomia no es resol en aquest moment.»

## Biologia i comportament

### Característiques físiques
Els pumes són felins esvelts i àgils. La talla adulta dempeus és d'entre 6 i 8 decímetres d'alçada en els muscles. La longitud dels mascles adults és d'al voltant de 2,5 m de llarg del nas a la cua, encara que en general varia entre 1,5 i 2,85 m del nas a la cua. Els mascles tenen un pes terme mitjà d'entre 54 a 71 kg. En casos rars, alguns d'ells poden arribar a pesar més de 120 kg. El pes mitjà de les femelles està entre 35 i 47 kg. La grandària del puma és menor prop de l'equador i són més grossos en les poblacions més properes als pols.
El cap del puma és rodó i les seves orelles estan alçades. Les seves poderoses potes davanteres, coll, mandíbula i ullals li serveixen per a atrapar i matar grans preses. Té cinc arpes retràctils a les seves potes davanteres i quatre a les posteriors. La major part de les seves potes davanteres i arpes són adaptacions per a aferrar-se a la presa.
El puma pot ser tan gran com el jaguar, però són menys musculosos i poderosos. On les distribucions de població se superposen, el nombre de pumes tendeix a ser inferior a la mitjana. El puma, en terme mitjà, és més pesant que el lleopard. A pesar de la seva grandària, no és normalment classificat entre els «grans fèlids» perquè no pot rugir, ja que manquen de la laringe especialitzada i l'os hioide del jaguar. Igual que els gats domèstics, els pumes vocalitzen baixos, xiulades agudes, grunyits, ronronejos, així com gorgogeig i xiulades. Són coneguts pels seus crits, com es fa referència en alguns dels seus noms comuns, encara que aquests poden ser mal interpretats amb freqüència com cridades d'altres animals. La coloració del puma és plana (d'aquí el nom llatí concolor), però pot variar molt entre els individus i fins i tot entre germans. El pelatge és generalment groguenc, però té un rang de color gris plateajat o vermellós, amb lleugers pegats en el cos, fins i tot prop de les mandíbules, la barbeta i el coll. S'observa que les criatures neixen amb ulls blaus i anells en les seves cues; els cadells són més pàl·lids i les taques segueixen en els seus flancs. Pumes completament negres mai han estat documentats.
El terme «pantera negra» s'usa col·loquialment per a referir-se als individus abundants en altres espècies, en particular jaguars i lleopards.
Els pumes tenen grans potes; proporcionalment les majors potes posteriors en la família dels felins. Aquest físic els permet un gran salt i una capacitat de carrera curta. Tenen una excepcional capacitat de salt vertical: s'han reportat salts de fins a 5,4 metres. En salts horitzontals se suggereix la capacitat que té va des de 6 fins a 12 m. El puma pot córrer fins a 55 km/h, però està millor adaptat per a la carrera curta, de gran abast, en lloc de persecucions. És expert en escalada, cosa que li permet eludir competidors canins. Encara que no està molt associat amb l'aigua, pot nedar.

### Caça i dieta

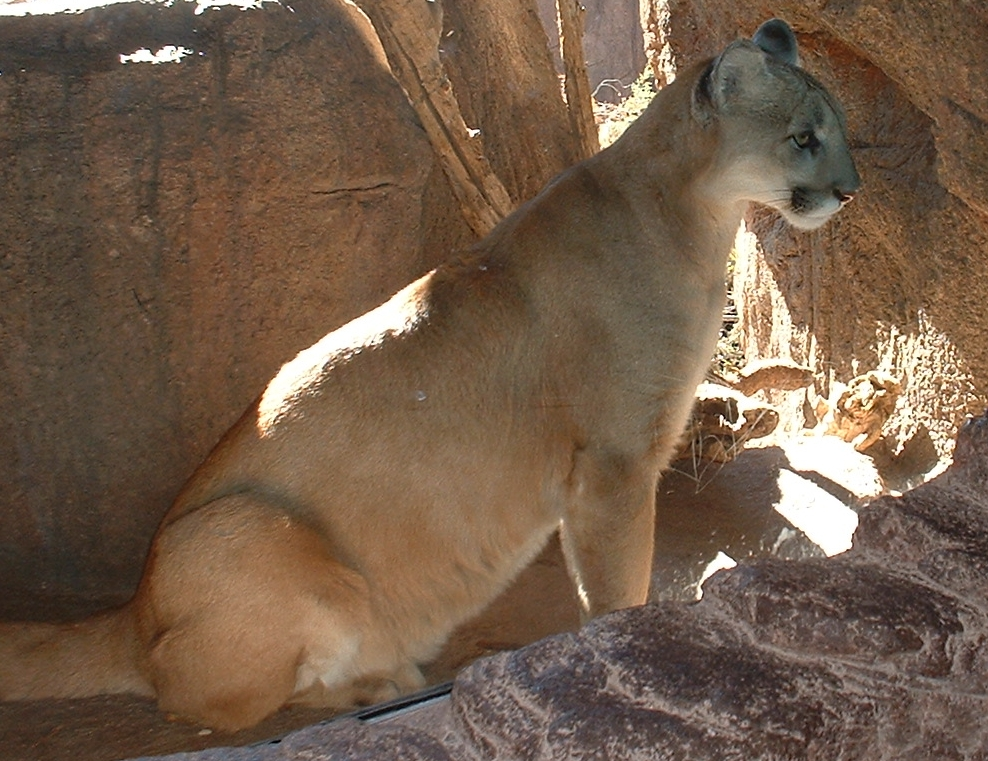
Puma fotografiat al Museu del Desert d'Arizona-Sonora, Tucson, Estats Units.

L'èxit de depredadors generalistes es deu al fet que el puma va a menjar qualsevol animal que pugui capturar, des d'insectes als grans ungulats. Igual que tots els felins, es tracta d'un carnívor obligat, d'alimentació només de carn. Les seves disposicions més importants són les diverses espècies de cérvol, en particular a Nord-amèrica; el cérvol mul, el cérvol de Virgínia i fins i tot els grans ants són caçats pel puma. Un estudi d'investigació nord-americà trobà que el 68% de les preses són ungulats, sobretot cérvols. Només en la pantera de Florida es van mostrar variacions, ja que sovint prefereixen porcs ferals i armadillos. Una investigació al Parc Nacional de Yellowstone de l'ant cérvol mula seguit pel puma mostrà que aquesta presa és compartida amb la població dels llops grisos, amb qui el puma competeix pels recursos. Un altre estudi sobre l'hivern (de novembre a abril) a Alberta mostrà ungulats que representaren més del 99% de la dieta del puma.
En Amèrica Central i del Sud la proporció de cérvol en la dieta disminueix. Prefereixen els petits i mitjans mamífers, inclosos els grans rosegadors, com el capibara. Els ungulats representen només el 35% de les preses, aproximadament la meitat que la de Nord-amèrica. La competència amb els grans jaguars ha suggerit la disminució en la grandària de la presa dels pumes. Altres espècies enumerades com preses del puma inclouen ratolins, porc espí i llebres. Aus i petits rèptils són de vegades presa en el sud, però això rares vegades es registren a Nord-amèrica.
En condicions de vent, el puma és típicament un depredador d'emboscada. S'amaga entre els arbres i a través de cartel·les, amagatalls, espera abans de donar un poderós salt cap a la part del darrere de la seva presa i asfixiar-la amb una mossegada al coll. Té una columna vertebral flexible que l'ajuda en la seva tècnica de matar.
S'estima, en general, que mata un gran ungulat cada dues setmanes. El termini per a les femelles es redueix per l'alimentació dels joves, i pot aconseguir la xifra d'una mort cada tres dies en l'època en què els cadells són gairebé madurs, entorn de 15 mesos. El puma arrossega la seva víctima a un lloc preferit, el cobreix amb pastura, i retorna per alimentar-se de nou al cap d'alguns dies. En general es considera que el puma és un recol·lector dels seus desaprofitaments i rares vegades no es mengen la presa que han matat.